# Joe Dassin
Joseph Ira Dassin, detto Joe (New York, 5 novembre 1938 – Papeete, 20 agosto 1980), è stato un cantante e compositore statunitense naturalizzato francese molto noto a cavallo degli anni sessanta e settanta del XX secolo; super poliglotta, era in grado di esprimersi e di esibirsi, oltre che nelle sue due lingue madri inglese e francese, anche in tedesco, spagnolo, italiano e greco.

## Biografia
Nato a New York dal regista Jules Dassin e da Béatrice Launer, intraprese la carriera scolastica prima a New York e poi a Los Angeles. Successivamente la sua famiglia si trasferì dall'America all'Europa.
Dopo aver studiato alla Scuola Internazionale di Ginevra, Joe Dassin rientrò in America per frequentare l'università. Terminati i corsi, fece nuovamente ritorno in Europa, in Francia e, mentre lavorava ad una stazione radio, una casa discografica lo convinse a registrare le sue canzoni. Dal 1970 i suoi brani hanno raggiunto la vetta delle classifiche europee, diventando molto conosciute e cantate in Francia, Belgio, Stati Uniti, URSS.
In Italia è celebre soprattutto per aver portato al successo internazionale alcuni brani di autori italiani, tra cui Luglio (titolo francese: Le petit pain au chocolat), Uno tranquillo (Siffler sur la colline), Non illuderti mai (Ma bonne étoile), Africa (L'été indien), Se non esistessi tu (Et si tu n'existais pas), gli ultimi due scritti da Toto Cutugno.
Alla fine degli anni '70 progettò la realizzazione di un'opera rock, "Martine", al fianco di una star della canzone italiana, Marcella Bella. Nel 1972 ha inciso La complainte de l'heure de pointe (A vélo dans Paris) con il coro dei Sanremini diretto da Ornella Bazzini.
Il 18 gennaio 1966 Dassin sposò Maryse Massiéra a Parigi. Dal loro matrimonio nacque Joshua, morto prematuramente nel settembre 1973, pochi giorni dopo la nascita. La coppia divorziò nel 1977. Nel gennaio del 1978 sposò Christine Delvaux, dalla quale ebbe due figli, Jonathan (14 settembre 1978) e Julien (22 marzo 1980). Christine è deceduta nel 1995.
Nel 1979 Joe Dassin andò in scena all'Olympia per l'ultima volta. Nel mese di dicembre subì un intervento chirurgico al cuore e soffrì di un'ulcera allo stomaco; indebolito, fu costretto a cancellare tutti i suoi tour. Nel marzo 1980, poco dopo la nascita del figlio Julien, divorziò dalla moglie. Nei mesi che seguirono, Joe Dassin subì due infarti, a Parigi e Los Angeles. L'11 luglio fu protagonista di una serata di gala a Cannes, poi lasciò la Francia per trovare riposo nella sua casa a Tahiti con suo figlio, sua madre e alcuni amici.
Alle 12:30 del 20 agosto 1980, mentre pranzava con parenti ed amici al ristorante di Papeete "Chez Michele et Eliane", fu colto da un improvviso malore. Nonostante i tentativi di rianimazione, l'artista morì circa un'ora dopo.
È sepolto nell'Hollywood Forever Cemetery a Hollywood, in California.
Esce postuma la colonna sonora della mancata rappresentazione teatrale nel 33 giri "Little Italy (Martine)", a due voci con Marcella Bella.

## Principali successi
| - 1965: Bip-bip - 1965: Guantanamera - 1966: Comme la lune - 1966: Ça m'avance à quoi - 1966: Excuse me lady - 1966: Dans la brume du matin - 1967: Les Dalton - 1967: Marie-Jeanne - 1968: Siffler sur la colline - 1968: Comment te dire - 1968: La Bande à Bonnot - 1968: Plus je te vois, plus je te veux - 1968: Ma bonne étoile - 1968: Le P'tit pain au chocolat - 1969: Les Champs-Élysées - 1969: Mon village du bout du monde - 1969: C'est la vie lily - 1969: Billy le bordelais - 1970: L'Amérique | - 1970: Cécilia - 1970: La Fleur aux dents - 1970: L'Équipe à Jojo - 1970: La Luzerne - 1971: La Ligne de vie - 1971: La Mal-aimée du courrier du cœur - 1971: Allez roulez ! - 1972: Taka Takata (la femme du toréro) - 1972: Le Moustique - 1972: Salut les amoureux (On s'est aimé comme on se quitte) - 1972: La Complainte de l'heure de pointe (À vélo dans Paris) - 1972: Vaya na cumana - 1972: S'aimer sous la pluie - 1973: Quand on a seize ans - 1973: Fais moi de l'électricité - 1973: Les Plus Belles Années de ma vie - 1973: La Dernière page - 1974: C'est du mélo - 1974: Vade retro - 1974: Si tu t'appelles mélancolie | - 1974: L'Amour etc. - 1974: Annie de l'année dernière - 1975: L'Été indien - 1975: L'Albatros - 1975: Depuis l'année dernière (inédit) - 1975: Trois caravelles (inédit) - 1975: Et si tu n'existais pas - 1975: Il faut naître à Monaco - 1975: Ça va pas changer le monde - 1975: Salut - 1976: Il était une fois nous deux - 1976: À toi - 1976: Le Jardin du Luxembourg - 1976: Le Café des trois colombes - 1977: Et l'amour s'en va | - 1977: Noisette et Cassidy - 1977: Dans les yeux d'Émilie - 1978: La Demoiselle de déshonneur - 1978: La Première Femme de ma vie - 1978: Maria - 1978: Si tu penses à moi - 1978: La vie se chante, la vie se pleure - 1978: Un lord anglais - 1978: Côté banjo, côté violon - 1978: Happy birthday - 1979: Le Dernier Slow - 1979: Tellement bu, tellement fumé - 1979: Le Marché aux puces - 1979: Blue country |